# Budapest XVII. kerülete
Budapest XVII. kerülete (összefoglaló nevén Rákosmente) a Duna bal partján, a főváros keleti részén fekvő városrész. Budapest legnagyobb méretű kerülete, területe 54,82 km², és közel 90 ezer ember otthona, így a főváros hetedik legnépesebb kerülete. A jellegükben eltérő, de egymáshoz mégis szorosan kötődő településrészeket 1950-ben csatolták a fővároshoz a Nagy-Budapest koncepció részeként.
Az egyik legszebb fekvésű pesti kerület, amely részben ugyanolyan magasan terül el, mint a 235 méter magas Gellért-hegy. Mivel a Pesti-síkságon belül a Dunától kelet felé fokozatosan emelkedő Pesti-hordalékkúpsíkság része, ezért területe szinte teljes egészében dimbes-dombos. A pesti oldal legmagasabb pontja, a 241 méteres Erdő-hegy is itt található. A kerület túlnyomó része zöldövezet, az egy főre jutó zöld- és erdőterületek szempontjából a II. és a XII. kerületek mellett a legjobban ellátott fővárosi kerület. Több természetvédelmi terület is található a területén, például a 40 hektáros Merzse-mocsár Természetvédelmi Terület tele növényritkaságokkal és gazdag madárvilággal, a Keresztúri-erdő óriási zöldfelülete, illetve északi határán fekszik a Naplás-tó, a főváros második legnagyobb, 150 hektáros természetvédelmi területe, egyben az egyik legértékesebb ökológiai területe.
A kertvárosi kerület lakossága az 1970-es – 80-as években a rákoskeresztúri lakótelep építése, a rendszerváltás után pedig a szuburbanizáció következtében növekedett, illetve növekszik ma is, annak ellenére, hogy Budapest lakosainak száma az elmúlt évtizedekben több százezerrel csökkent. A népességnövekedés miatt jelentős, korábban zöld, vagy mezőgazdasági jellegű területeken épültek új lakóparkok és családi házas övezetek, illetve bővültek a már meglévők. A XVII. kerület volt a legnépszerűbb budapesti kerület a költözések alapján 2019-ben, 1045-tel többen telepedtek le itt, mint amennyien elköltöztek. 2023-as adatok alapján a XVII. kerület volt a 23. legmagasabb jövedelmű járás az ország 197 járása közül.
A kerület tömegközlekedéssel való ellátottsága igen magas szintű, Rákoskeresztúrról a  67, 97E, 161, 161A, 161E, 169E, 261E járatokkal 15-20, Rákoscsabáról és Rákoskertről 25-30, Rákoshegyről a  168E járattal 25, míg Rákosligetről és Rákoscsaba-Újtelepről a  176E, 276E járatokkal 30-35 perc körüli menetidővel közvetlenül az Örs vezér terére és az   metróhoz lehet jutni, a  68, 98, 202E autóbuszokkal pedig Kőbánya-Kispest és az   metró érhető el közvetlenül. A belvárosból éjszaka is könnyen, átszállásmentesen elérhető a terület, a  956, 990 éjszakai járatok szinte az egész kerületet lefedik. Jelenleg hat üzemelő vasúti megálló található a lakóövezetek közvetlen közelében, amelyekről modern elővárosi vonatokkal átlagosan 20 perces menetidővel lehet a Keleti pályaudvarra bejutni.

## Fekvése, földrajza
Az egyik legszebb fekvésű pesti kerület, amely részben ugyanolyan magasan terül el, mint a 235 méter magas Gellért-hegy. A Dunától keleti irányban, a Gödöllői-dombság felé fokozatosan emelkedő Pesti-hordalékkúpsíkság része, ezért területe szinte teljes egészében dombvidéki jellegű. A pesti oldal és egyben a Pesti-síkság legmagasabb pontja, a Pécellel és Maglóddal határos, 241 méter magasságú Erdő-hegy is itt emelkedik. A kerület túlnyomó része zöldövezet, az egy főre jutó zöld- és erdőterületek szempontjából a II. és a XII. kerületek mellett a legjobban ellátott fővárosi kerület. Több természetvédelmi terület is található itt, például a 40 hektáros Merzse-mocsár Természetvédelmi Terület tele növényritkaságokkal és gazdag madárvilággal, a Keresztúri-erdő óriási zöldfelülete, illetve északi határán fekszik a Naplás-tó, a főváros második legnagyobb, 150 hektáros természetvédelmi területe, egyben az egyik legértékesebb ökológiai területe.

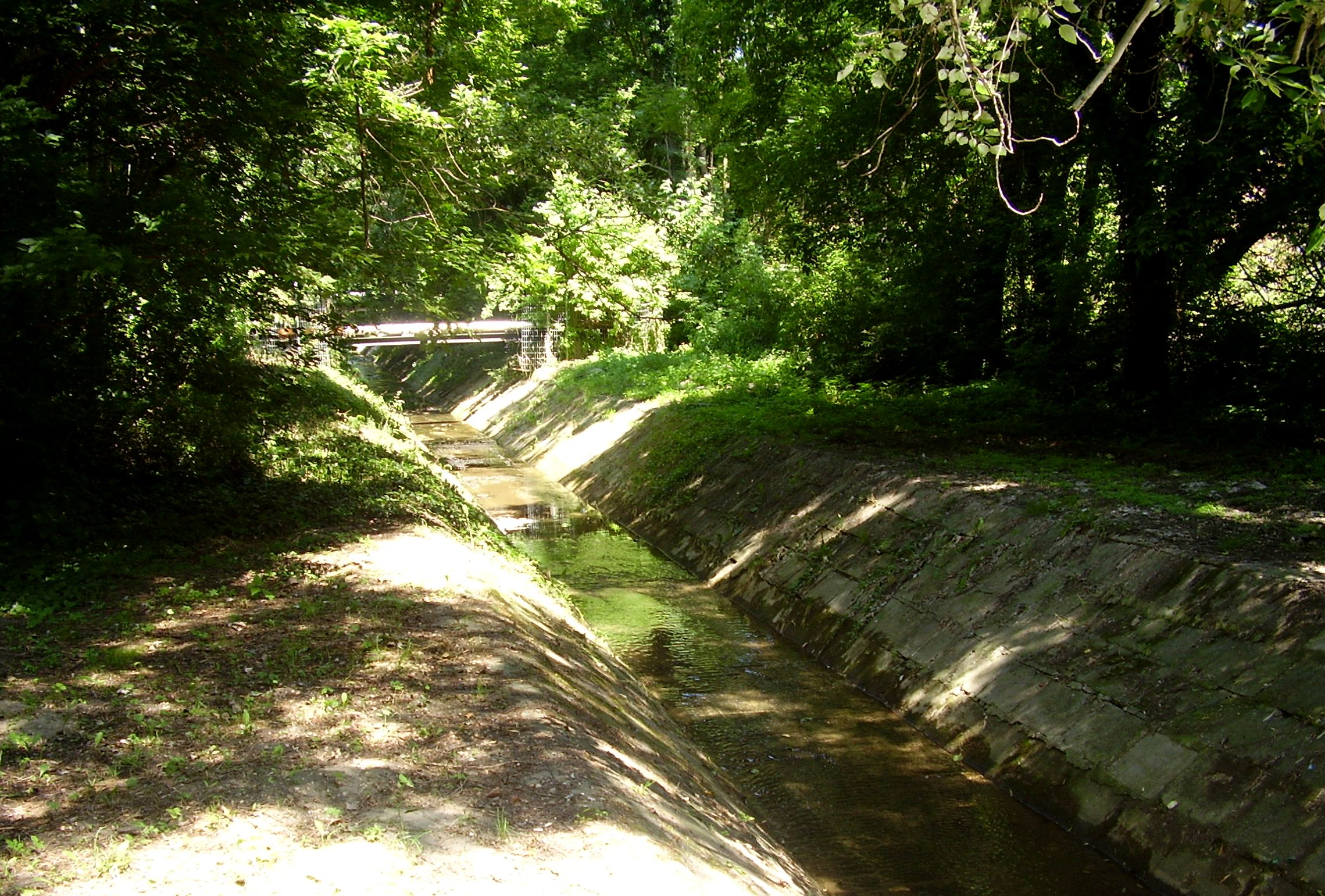
A Dunába torkolló 44 km hosszú Rákos-patak, melyből Rákosmente neve is ered

Rákosmente és részei nevüket a kerületen keresztülfolyó Rákos-patakról kapták, a terület domborzati viszonyai pedig számos településrész nevéből visszacsengenek, mint például Rákoshegy, Madárdomb, Kaszásdűlő. A főváros legnagyobb kiterjedésű kerülete 54,82 négyzetkilométer területtel, amely több mint 25-szöröse a legkisebb VII. kerületnek. Északnyugaton a XVI. kerület, nyugaton a X. kerület, délnyugaton a XVIII. kerület, míg délkeleten Ecser és Maglód, keleten Pécel, északkeleten pedig Nagytarcsa határolja.
A kerület keleti határától a Gödöllői-dombság lankái kezdődnek.
Az egy főre jutó zöld- és erdőterületek szempontjából, a II. és a XII. kerületek mellett a legjobban ellátott fővárosi kerület, a pesti oldal kerületei közül a legnagyobb kiterjedésű erdőterületek a XVII. kerületben találhatóak, mint például a Keresztúri-erdő.
| 1. Régiakadémiatelep 2. Rákoskeresztúr 3. Madárdomb 4. Akadémiaújtelep 5. Rákosliget | 6. Rákoscsaba-Újtelep 7. Rákoscsaba 8. Rákoskert 9. Rákoshegy |

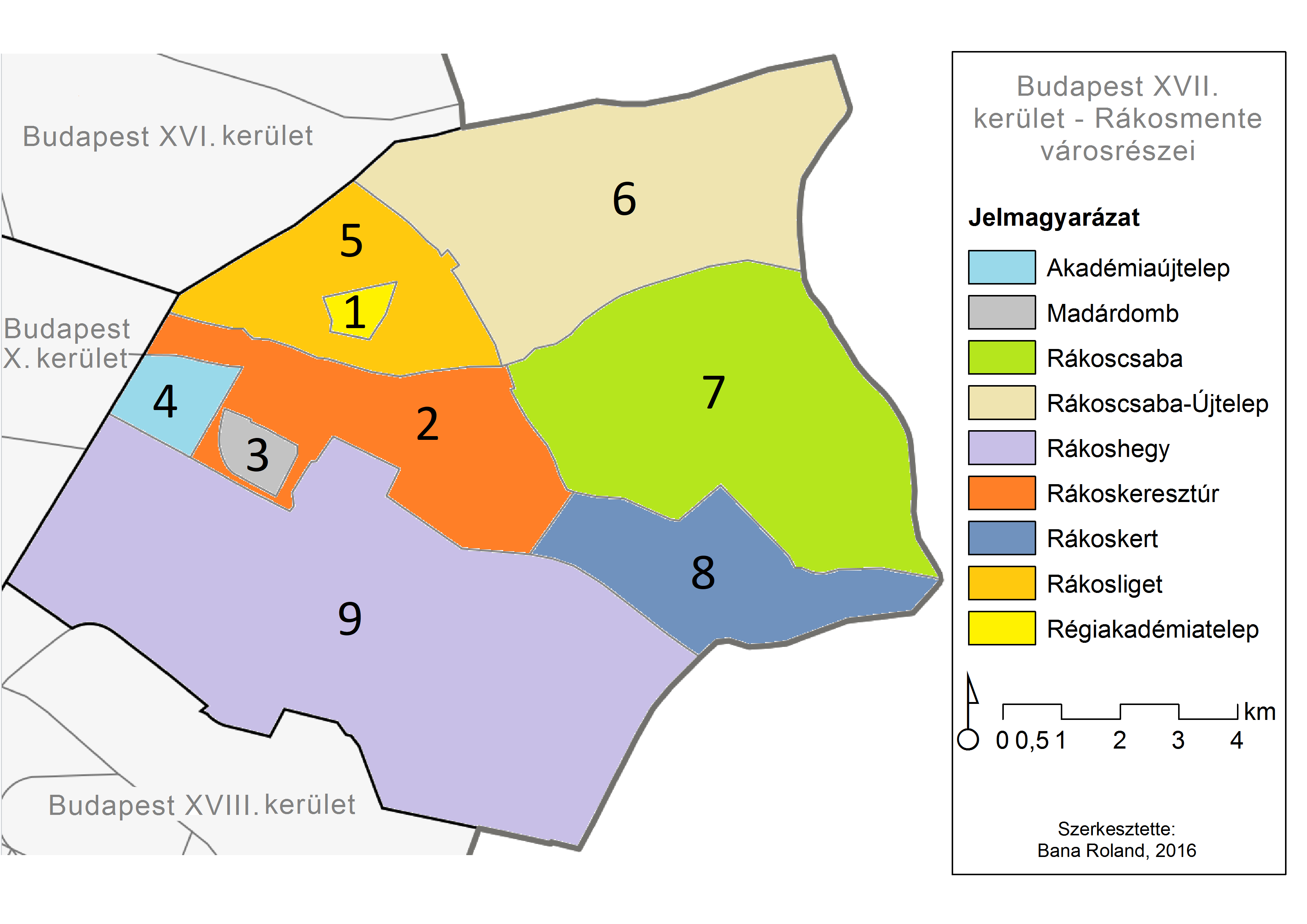
A XVII. kerület városrészei

Rákosmente három vízfolyás vízgyűjtő területének találkozásánál fekszik. Északi része a Szilas-patak, központi és délnyugati része a Rákos-patak, délkeleti része a Gyáli-patak vízgyűjtőjéhez tartozik. A kerületben tizenhárom forrás található. A XVII. kerületben van a 40 hektáron elterülő Merzse-mocsár Természetvédelmi Terület, mely Budapest közigazgatási határain belül az egyik legháborítatlanabb vizes élőhely; négy harasztfaj, százharmincegy kétszikű és ötvenegy egyszikű növényfaj, valamint tizenegy madárfaj, köztük a Magyarországon védett szürke gém és vörös vércse otthona; természetvédelmi terület, továbbá északi határán fekszik a Naplás-tó.
A Budapest Liszt Ferenc nemzetközi repülőtér relatív közelsége miatt Alsó-Rákoshegy és a Helikopter lakópark déli része bizonyos fokú zajszennyezésnek van kitéve, míg ezen városrészek északi része és az ettől északabbra fekvő területek a zajmérések alapján kívül esnek a legalacsonyabb mért zajértékek határán is.

### Városrészek
| Városrész          | Alapítás éve         | Lakosság (2001) | Megjegyzés |
| ------------------ | -------------------- | --------------- | --- |
| Akadémiaújtelep    | 1950-es évek eleje   | 2895            | Nagy-Budapest létrejötte után kezdték felparcellázni és beépíteni.                                                                                |
| Madárdomb          | 1984.                | 3595            | 1993 óta különálló városrész, addig Rákoskeresztúr egyik része volt.                                                                              |
| Rákoscsaba         | 1067. (első említés) | 13 487          | Önálló nagyközség volt, mikor Budapesthez csatolták.                                                                                              |
| Rákoscsaba-Újtelep | 1925.                | 11 029          | Nem volt önálló település, csak városrész, 1990-ig Rákoscsabához sorolták.                                                                        |
| Rákoshegy          | 1892.                | 9799            | Önálló nagyközség volt, mikor Budapesthez csatolták.                                                                                              |
| Rákoskeresztúr     | 1265. (első említés) | 26 843          | Önálló nagyközség volt, mikor Budapesthez csatolták. A kerületrészek többsége kezdetben hozzá tartozott, tőle nyerte el függetlenségét 1950 után. |
| Rákoskert          | 1933.                | 7639            | Területe Rákoscsabához tartozott, míg Budapest része nem lett.                                                                                    |
| Rákosliget         | 1896.                | 3538            | Önálló nagyközség volt, mikor Budapesthez csatolták.                                                                                              |
| Régiakadémiatelep  | 1930-as évek         | 1164            | Rákoskeresztúr külterületi része volt, mikor Budapesthez csatolták és felparcellázták.                                                            |

## Története

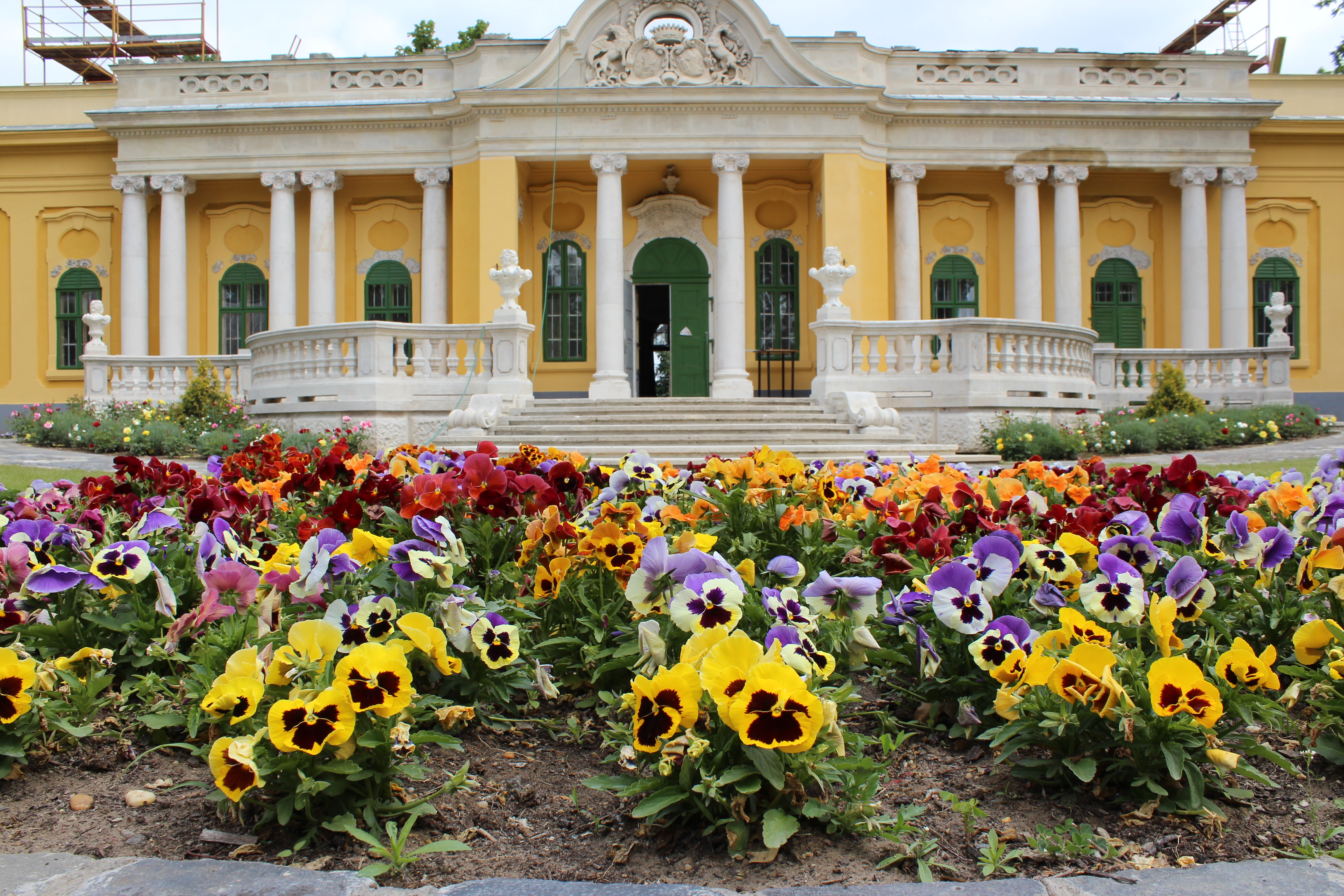
Az 1760-ban épült barokk Podmaniczky–Vigyázó-kastély

A kerület 1950. január 1-jén jött létre az addig önálló Rákoscsaba, Rákoshegy, Rákoskeresztúr és Rákosliget nagyközségekből, amikor azokat Budapesthez csatolták.
A kerületnek közös történelme, lévén 1950 óta létezik, nincs, az egyes kerületrészek azonban mind rendelkeznek önálló történelemmel, az leginkább Keresztúr (a mai Rákoskeresztúr), valamint Csaba (a mai Rákoscsaba) történelmének feleltethető meg. A szájhagyomány szerint például a nagy népvándorlások korát átvészelő hunok egy kis csoportja a mai Rákoscsaba területén húzta meg magát, s a helyet vezetőjük, Attila hun király fia, Csaba királyfi után nevezték el Rákoscsabának. Ezen vélt vagy valós kötődést számos utca- és térnév is megjeleníti. Rákoskeresztúrt először 1265-ben említi meg egy oklevél, Pousaracusa (Pósarákosa) néven.
A kerület határában fekvő Rákos-mező a középkorban országos jelentőségű hely volt, 1286 és 1540 között rendszeresen tartottak itt országgyűléseket illetve nemesi gyűléseket. Buda elestével (1541) a mai XVII. kerület teljes egészében török uralom alá került, az akkor itt létező Keresztúr és Csaba települések a török porta adófizetői lettek és csak Buda visszafoglalása (1686) után kerültek újra magyar kézre. A környéken folyó heves harcok miatt Csaba és Keresztúr szinte teljesen elnéptelenedett, helyükre a felvidékről szlovákokat, illetve a mai Németország területéről elsősorban svábokat telepítettek. Rákoscsaba lakossága Rákóczi oldalán részt vett a Rákóczi-szabadságharcban is; maga Rákóczi Ferenc is eltöltött egy éjszakát a faluban (1705. július 4–5.) A rákoscsabai római katolikus templomban kötött házasságot Jókai Mór és Laborfalvi Róza 1848. augusztus 29-én.

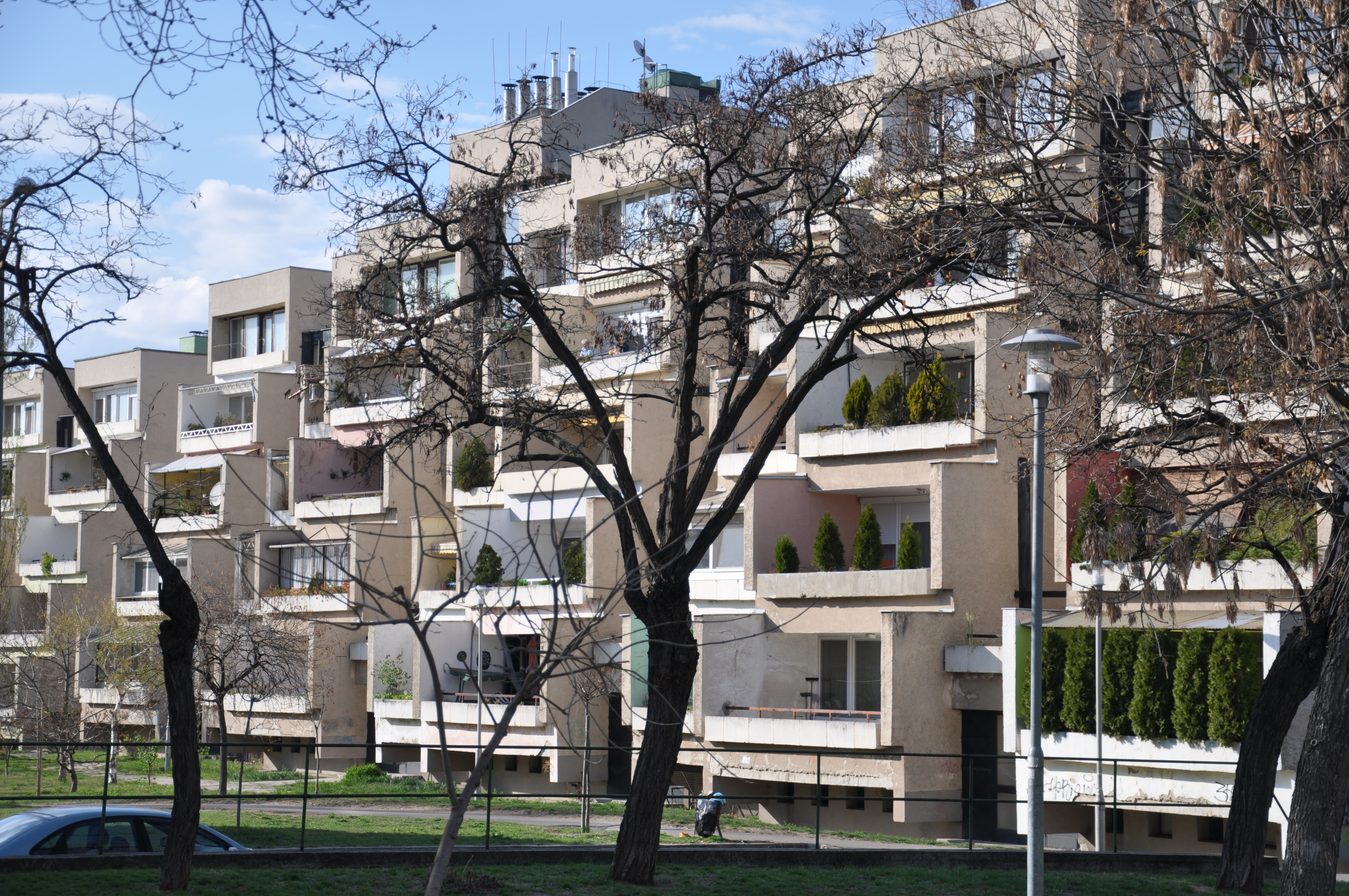
Vedres György tervezte teraszos lakóépületek kohósalak blokkból Rákoskeresztúr központjában

Bartók Béla 1911 és 1920 között Rákoshegyen élt és alkotott, egykori otthona ma emlékházként funkcionál. A mai kerület különböző településrészein élt hosszabb rövidebb ideig Kacsóh Pongrác vagy Berky Lili és Gózon Gyula is, akárcsak a 2006-ban elhunyt, magát mindig büszkén rákosligetinek valló Gregor József is, akinek a nevét vette fel a településrész iskolája is.
Az 1950-es egyesüléskor önálló többi kerületrész, Rákosliget, illetve Rákoshegy jóval fiatalabbak; előbbi 1907-ben, utóbbi 1921-ben vált önálló nagyközséggé, mindkettő Rákoskeresztúrtól. Rákoskert sohasem élvezett önállóságot, ahogy Madárdomb sem, előbbi Rákoscsaba részeként csatlakozott Budapesthez, míg az utóbbit csak 1984-től kezdték beépíteni.
A városiasodás az 1970-es évek elejének nagy panelépítési programjaival indult. Az addig falusias, a városközponttól távoli Rákoskeresztúr központjában számos házat elbontottak és a helyükre 1971-1989 között lakótelepeket húztak fel a budapestiek mellett a szegedi házgyár elemeiből, a csúszózsalus technológiával épült pontházakkal kiegészülve. Ezzel drasztikusan megemelkedett a lakosság száma és kidomborodott az akkor még jelentős infrastrukturális elmaradottság. Noha ezeket a gyors és dinamikus fejlődés miatt csak a 2000-es évek közepére sikerült szinte teljes egészében ledolgozni, a legtöbb földút Budapesten még mindig a XVII. kerületben található.[forrás?]

## Népessége
A XVII. kerület lakónépessége 2022. október 1-jén 84 922 fő volt, ami Budapest össznépességének 5%-át tette ki. A 2011-es népszámlálás óta 541 fővel nőtt a kerület lakosság száma. Ebben az évben az egy km²-re jutó lakók száma, átlagosan 1549 ember volt. A XVII. kerület népesség korösszetétele igen kedvezőtlen. 2022-ben a kerület lakónépességének a 14%-a 14 évnél fiatalabb, míg a 65 éven felülieké 22% volt. 2021-ben a férfiaknál 73,9, a nőknél 78,4 év volt a születéskor várható átlagos élettartam. A legmagasabb befejezett iskolai végzettség szerint az érettségi végzettséggel rendelkezők élnek a legtöbben a kerületben 29 253 fő, utánuk következő nagy csoport a diplomával rendelkezők 20 887 fővel. 2022-ben a 6 évnél idősebb népesség 88,1%-nál volt internet elérési lehetősége. A népszámlálás adatai alapján a kerület lakónépességének 10%-a, mintegy 8447 személy vallotta magát valamely kisebbséghez tartozónak. A kisebbségek közül német, kínai és román nemzetiségűnek vallották magukat a legtöbben.
A 19. század utolsó harmadától a XVII. kerület lakosságszáma egyenletesen növekedett, egészen 2011-ig. A 80-as években ugrásszerűen megnőtt a kerület népessége, majd a 2010-es években megtörve a dinamikus növekedést a kerület lakosságszáma stagnálásba váltott. A legtöbben 2022-ben éltek a kerületben 84 922 fő.
A 2022-es népszámlálási adatok szerint a magukat vallási közösséghez tartozónak valló XVII. kerületiek túlnyomó többsége római katolikusnak tartja magát. Emellett jelentős egyház a kerületben, még a református.

## Közlekedés

### Közút
Az egyik legjelentősebb észak–déli útvonala a Ferihegyi út, míg a belváros felé a Pesti út. A két út metszéspontjában található Rákosmente központja a Fő tér, amely 18 km távolságra helyezkedik el a Belvárostól. A Fő tér, amelyet a helyiek döntő többsége Elágazásként, vagy röviden Elágként emleget az Örs vezér terétől a Kerepesi út–Bökényföldi út–Cinkotai úton át vagy a Fehér út–Élessarok–Jászberényi (Pesti) út (31-es főút) vagy esetleg az azt elkerülő Kerepesi út–Keresztúri út–Pesti út vonalán közelíthető meg. Pécel felől a Péceli út, Maglód felől a Pesti út, Ecser felől a Zrínyi utca–Pesti út útvonal visz be a kerületközpontba.

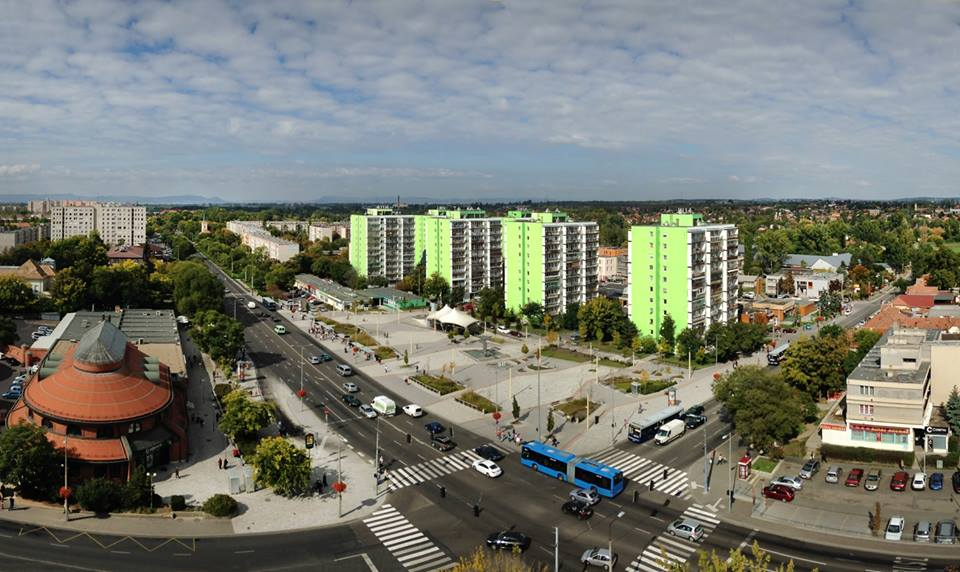
Rákoskeresztúr városközpont, a kerület (tömeg)közlekedési központja

A közlekedés a kerületen kívüli kapcsolódások aspektusában az elmúlt években jelentősen javult, elsősorban az M0-s autóút keleti szektorának 2006-2008 közötti kivitelezésének eredményeként, amely csökkentette – elsősorban észak-déli irányban – az áthaladó teher- és egyéb gépjárműforgalmat. A kerület közúti útállományára döntő többségben az irányonként egy forgalmi sávos kialakítású közutak a jellemzőek, az irányonként két sávos szélesség csupán a Pesti út egy szakaszán található. A jelenlegi közúthálózat a hivatásforgalom jellegéből eredően hétköznapokon a reggeli és délutáni csúcsidőszakban erősen terhelt, amely egyrészt az innen induló nagy mennyiségű ingázó, másrészt az agglomerációból Rákosmentén keresztül a belső kerületek felé tartó tranzitforgalom eredménye.

### Közösségi közlekedés
A menetrendekben Rákoskeresztúr városközpont néven feltüntetetett Fő tér az átszervezések előtt több buszjárat végállomásaként funkcionált. Rákosmente tömegközlekedése közúton és elővárosi vasúti forgalomban történik. A buszközlekedés terén 2008-ban és 2009-ben a járatok átszervezése és hatékonyabbá tétele érdekében jelentős lépések történtek. A változások a lakóközösség visszajelzései alapján is minőségi javulást hoztak a helyi tömegközlekedésben. Rákosmente a helyi buszjáratok mellett érintett több távolsági buszjárattal is, amelyek alapvetően távolsági közlekedést tesznek lehetővé a keleti agglomerációba. Utóbbiak budapesti végállomása többségében az Örs vezér terén, vagy a Stadion autóbusz-pályaudvaron van. A decentralizált buszközlekedés számára 2010-ben elkezdték kiépíteni Budapest leghosszabb, mintegy 10,5 km hosszú buszkorridorját Rákoskeresztúr és az Örs vezér tere között.
A kerület tömegközlekedéssel való ellátottsága igen magas szintű, Rákoskeresztúrról a  67, 97E, 161, 161A, 161E, 169E, 261E járatokkal 15-20, Rákoscsabáról és Rákoskertről 25-30, Rákoshegyről a  168E járattal 25, míg Rákosligetről és Rákoscsaba-Újtelepről a  176E, 276E járatokkal 30-35 perc körüli menetidővel közvetlenül az Örs vezér terére és az   metróhoz lehet jutni, a  68, 98, 202E autóbuszokkal pedig Kőbánya-Kispest és az   metró érhető el közvetlenül. A belvárosból éjszaka is könnyen, átszállásmentesen elérhető a terület, a  956, 990 éjszakai járatok szinte az egész kerületet lefedik és folyamatos csatlakozást biztosítanak a csak a kerületben, körforgalomban járó  998-as buszhoz.

### Vasút

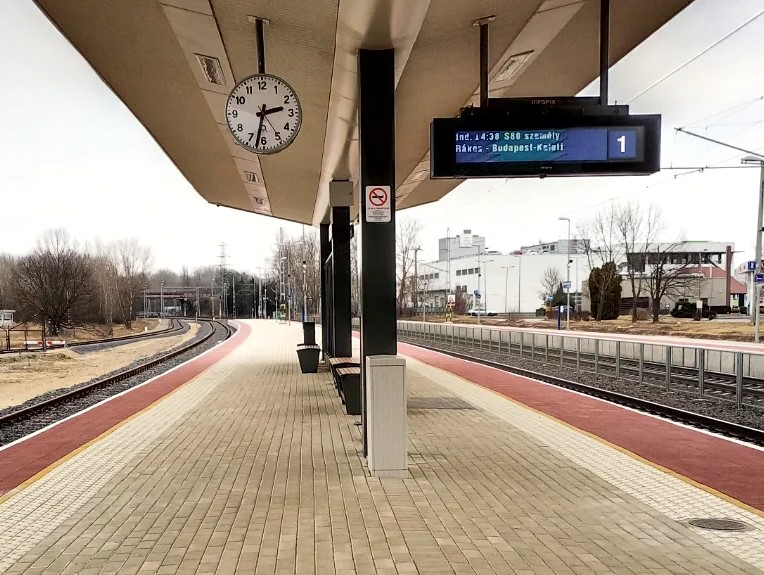
A 2021-ben épült Akadémiaújtelep megállóhely

Jelenleg hat vasúti megálló található a lakóövezetek közvetlen közelében, amelyekről a fél óránként induló elővárosi vonatokkal átlagosan 20 perces menetidővel lehet a Keleti pályaudvarra bejutni. Ezeken felül még két vasúti megálló megépítésének a lehetőségét vizsgálják.
A kerület északi részein halad keresztül a Budapest–Hatvan-vasútvonal, ezen az  S80 -as számú személyvonat áll meg Akadémiaújtelep, Rákosliget, Rákoscsaba-Újtelep és Rákoscsaba megállóhelyeken, míg a déli részén a Budapest–Újszász–Szolnok-vasútvonal halad át, ezen az  S60 -as számú személyvonat áll meg Rákoshegy és Rákoskert megállóhelyeken.
Az egykori Rákoskeresztúr megállóhely jelenleg nincs használatban. Az egykori állomásépületét 2018-ban, a forgalmas Cinkotai úti közúti felüljáró helyigénye miatt bontották el.
Ez a főváros egyetlen olyan kerülete, ahol a BKV Zrt. vagy annak jogelődjei sohasem üzemeltettek kötött pályás járművet (villamos, HÉV, metró).

### Kerékpár
A kerületben 2007-től indult meg a kerékpáros infrastruktúra kialakítása, bővítése. Pályázatokon elnyert támogatásokból a Pesti út mellett összesen 6,8 km hosszúságban valósult meg kerékpárút, illetve a Rákos-patak mentén újabb 3,6 km hosszú, 3 m széles nyomvonal készült a Rákoscsaba utcától a Cinkotai útig. Emellett a kerületi vasúti megállóknál 4x20 férőhelyes B+R parkoló is kialakításra került. A Pesti út mellett szakaszosan védett, külön álló biztonságos kerékpárút található. Ezen kívül kerékpárút a Cinkotai úton a Forrásmajori út és a Rákosligeti határút mellett. A Naplás úton a Rákoscsaba vasútállomástól az Inda útig kerékpársáv, az Inda úttól pedig gyalogos és kerékpárút húzódik a Cinkotai útig. Rekreációs célú gyalogos és kerékpárút épült a Rákos-patak bal partján a Cinkotai út és a Rákoscsaba út között, amely hamar népszerűvé vált a helyiek körében.

## Politika

### Kerületi önkormányzat
A kerületi polgármesteri hivatal Rákosmente Önkormányzatának hivatásos szakapparátusa, melynek irányításáért a polgármester, míg a vezetéséért, működésének jogszerűségéért és szakszerűségéért a jegyző a felelős; utóbbinak fontos feladatát képezi ennek keretében a hivatali munka szervezettségének biztosítása is. Az önkormányzat bizottságai: Pénzügyi és Költségvetési Bizottság, Rákosmenti Erőforrás Bizottság, Városfejlesztési és Vagyongazdálkodási Bizottság, Jogi és Közbiztonsági Bizottság illetve a 2012. évi XXX. törvény alapján létrehozott Rákosmenti Értéktár Bizottság.

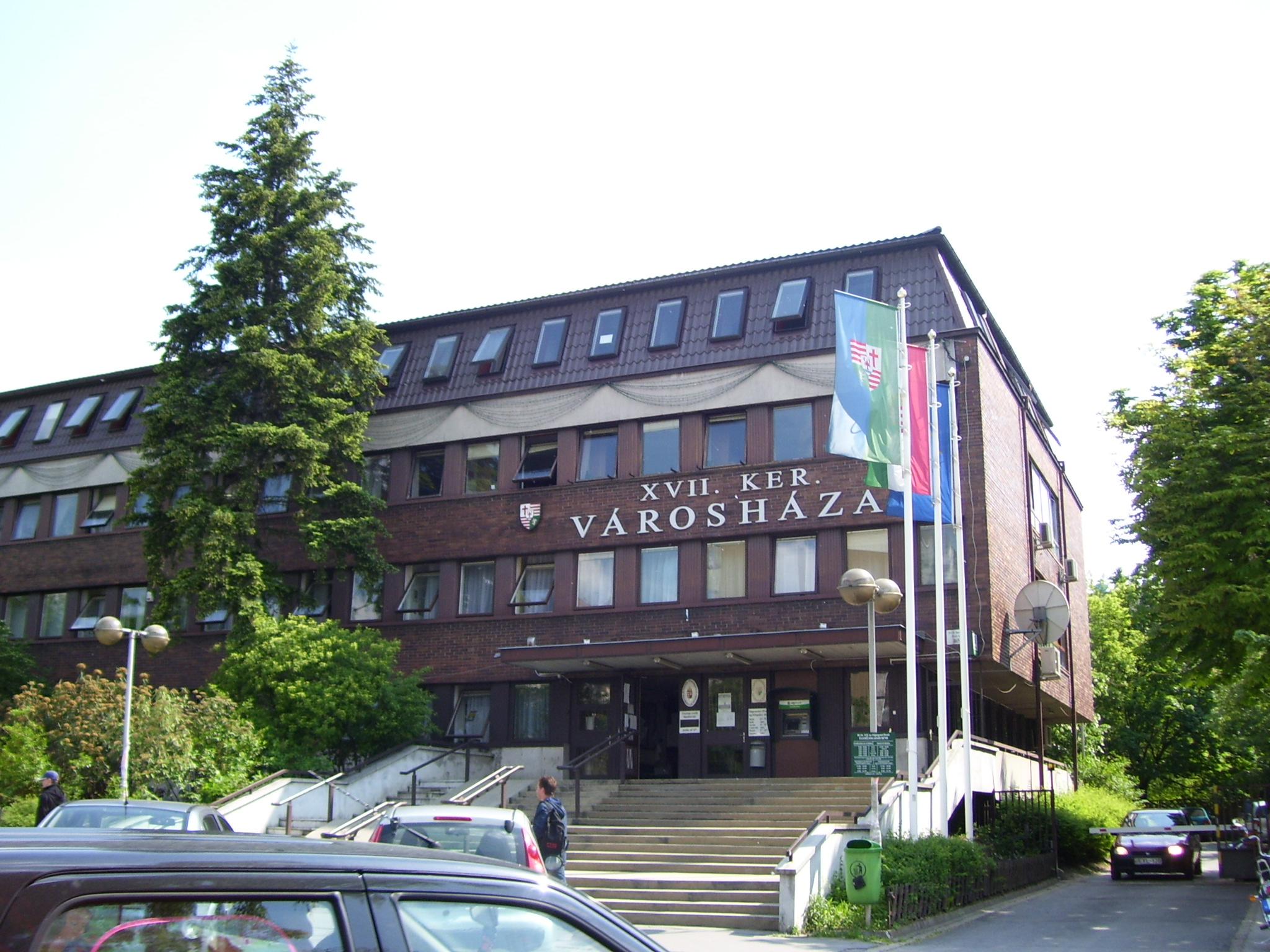
A kerületi városháza

| Polgármester neve          | Jelölő szervezet(ek)  | Terminus  | Megjegyzés / források             |
| -------------------------- | --------------------- | --------- | --------------------------------- |
| Horváth Tamás              | Fidesz-KDNP           | 2019–     | A 2024-es választási eredmények:  |
| Horváth Tamás              | Fidesz-KDNP           | 2019–     | A 2019-es választási eredmények:  |
| Riz Levente                | Fidesz-KDNP           | 2006–2019 | A 2014-es választási eredmények:  |
| Riz Levente                | Fidesz-KDNP           | 2006–2019 | A 2010-es választási eredmények:  |
| Riz Levente                | Fidesz-KDNP           | 2006–2019 | A 2006-os választási eredmények:  |
| Hoffmann Attila            | MSZP-SZDSZ            | 2002–2006 | A 2002-es választási eredmények:  |
| Devánszkiné Molnár Katalin | MSZP-SZDSZ            | 1998–2002 | Az 1998-as választási eredmények: |
| Kátai Péter                | SZDSZ-MDF-KDNP-Fidesz | 1994–1998 | Az 1994-es választási eredmények: |
| Dóczy József               | SZDSZ                 | 1990–1994 | Az 1990-es választási eredmények: |

### A 2024-es önkormányzati választás eredménye
- A polgármester-választás eredménye[31]

| Jelölt neve      | Jelölő szervezet(ek) | Jelölő szervezet(ek)                                  | Szavazatok száma | Szavazatok aránya |
| ---------------- | -------------------- | ----------------------------------------------------- | ---------------- | ----------------- |
| Horváth Tamás    |                      | Fidesz-KDNP                                           | 19 270           | 44,58%            |
| Dálnoki Áron     |                      | TISZA                                                 | 7346             | 16,99%            |
| Lukoczki Károly  |                      | MSZP – DK – Jobbik – LMP – Zöldek – Párbeszéd- Zöldek | 6760             | 15,64%            |
| Gergely Bálint   |                      | Momentum                                              | 4650             | 10,76%            |
| Dr. Fachet Gergő |                      | Itthon                                                | 3598             | 8,32%             |
| Fazekas László   |                      | Mi Hazánk                                             | 1485             | 3,44%             |
| Gál Péter        |                      | Munkáspárt                                            | 121              | 0,28%             |
| Összesen         |                      |                                                       | 3598             | 100%              |

- A képviselőtestület-választás eredménye[32]

| Párt | Párt                                                  | Mandátumok | Képviselő-testület | Képviselő-testület | Képviselő-testület | Képviselő-testület | Képviselő-testület | Képviselő-testület | Képviselő-testület | Képviselő-testület | Képviselő-testület | Képviselő-testület | Képviselő-testület | Képviselő-testület | Képviselő-testület | Képviselő-testület | Képviselő-testület |
| ---- | ----------------------------------------------------- | ---------- | ------------------ | ------------------ | ------------------ | ------------------ | ------------------ | ------------------ | ------------------ | ------------------ | ------------------ | ------------------ | ------------------ | ------------------ | ------------------ | ------------------ | ------------------ |
|      | Fidesz–KDNP                                           | 15         | P                  |                    |                    |                    |                    |                    |                    |                    |                    |                    |                    |                    |                    |                    |                    |
|      | Momentum                                              | 2          |                    |                    |                    |                    |                    |                    |                    |                    |                    |                    |                    |                    |                    |                    |                    |
|      | MSZP – DK – Jobbik – LMP – Zöldek – Párbeszéd- Zöldek | 2          |                    |                    |                    |                    |                    |                    |                    |                    |                    |                    |                    |                    |                    |                    |                    |
|      | Itthon                                                | 2          |                    |                    |                    |                    |                    |                    |                    |                    |                    |                    |                    |                    |                    |                    |                    |

### A kerület országgyűlési képviselői
A 2014-es választástól kezdve a XVII. kerület egésze és a X. kerület egy része alkotja a Budapesti 14. sz. országgyűlési egyéni választókerületet. A választásra jogosultak	száma 2018-ban 75 823 fő volt.
| A kerület országgyűlési képviselői | A kerület országgyűlési képviselői |
| ---------------------------------- | ---------------------------------- |
| Dunai Mónika (Fidesz)              | 2014 óta                           |
| Riz Levente (Fidesz)               | 2010–2014                          |
| Alexa György (MSZP)                | 2006–2010                          |
| Devánszkiné Molnár Katalin (MSZP)  | 2002–2006                          |
| Koltai Ildikó (Fidesz)             | 1998–2002                          |
| Dr. Hoffmann Attila (MSZP)         | 1994–1998                          |
| Balla Gábor Tamás (MDF)            | 1990–1994                          |

## Gazdaság

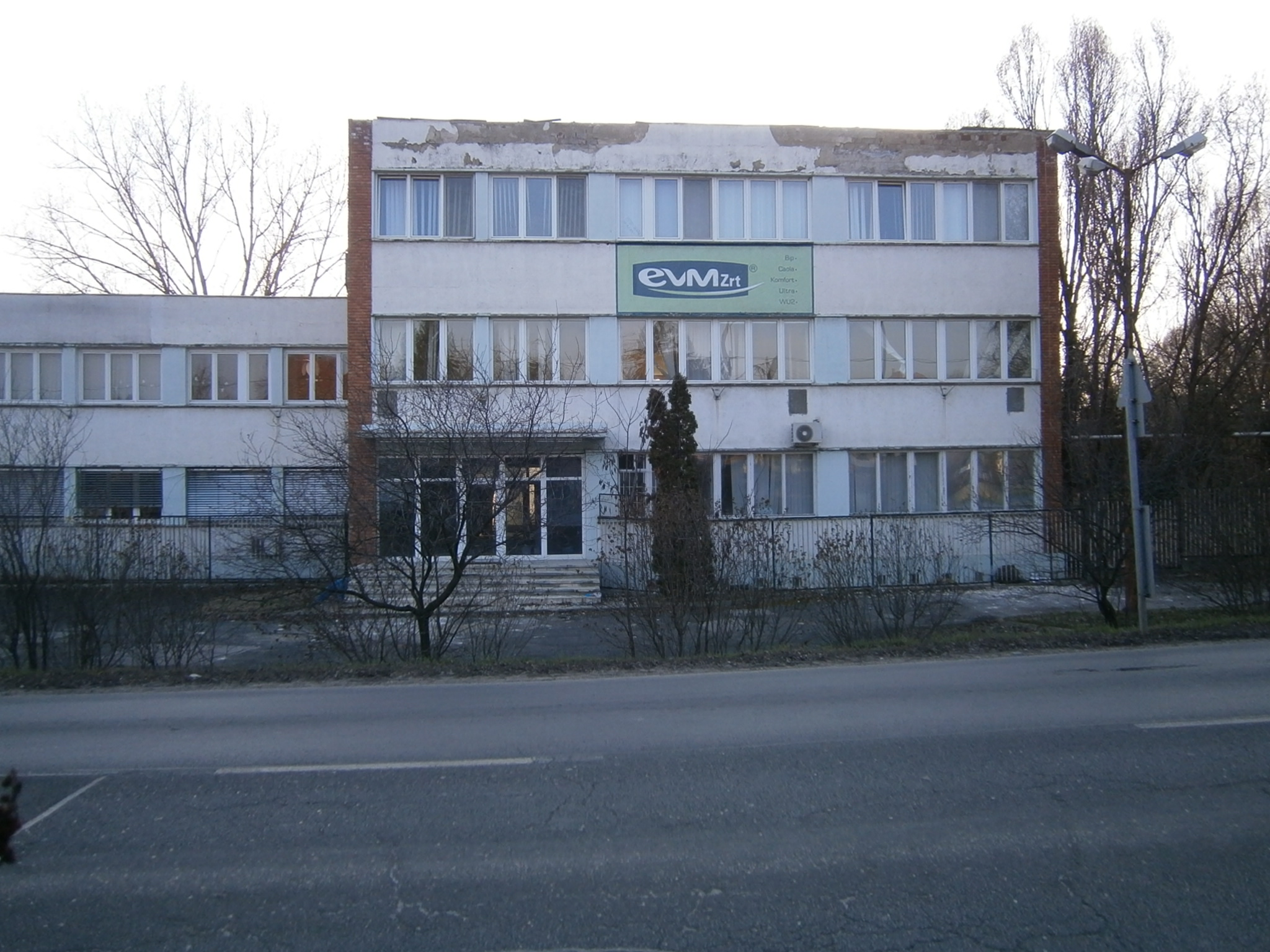
Az egykori Egyesült Vegyiművek irodaháza a 2022-es felújítás előtt

A kerület a gazdaságát tekintve az ország legfejlettebb részéhez, a közép-magyarországi régióhoz tartozik. 2023-as adatok alapján a XVII. kerület volt a 23. legmagasabb jövedelmű járás az ország 197 járása közül. Rákosmente a budapesti keleti agglomerációs területek fontos ellátó központja, a környező települések számára (Ecser, Maglód, Pécel) vonzerőt jelent, és ellát közigazgatási, szolgáltatási, közművelődési és egészségügyi funkciókat is. Rákosmentén két nagyobb ipari létesítmény (DAF, Volvo) és egy gyümölcsfeldolgozó (Rauch) található, a mezőgazdasági tevékenység a kerület területén elenyésző. Rákosmentén 2011-ben 7 169 működő vállalkozást tartottak nyilván, a helyi gazdaságban mindenek előtt a szolgáltató jellegű vállalkozások dominálnak. A 791 kiskereskedelmi üzlet közül 133 élelmiszerüzlet, 127 élelmiszer-szaküzlet és 406 nem élelmiszer jellegű kiskereskedelmi szaküzlet volt. Az üzemanyagtöltő állomások száma a kerületben 2011-ben 14 volt, a járműszaküzletek száma 65. A kerületben három működő piacot és vásárcsarnokot tartanak nyilván, ebből egy önkormányzati, kettő pedig magántulajdonban van. A vendéglátóhelyek száma 191 volt, amelyből 111 étterem.
A 2011-es népszámlálási adatok alapján a Rákosmentén élők 56,0%-a kerületen kívüli munkahelyen dolgozik, ez az arány megegyezik a budapesti kerületek ingázási adatainak átlagával. A kerületben lakók munkahelyre való ingázási ideje átlagosan 39,5 perc, csak kis mértékben magasabb, mint a belső kerületek esetében, amely 36 perces értéket mutatott.
Rákosmente kerületrészei közül a társadalmi összetételben és a foglalkoztatási mutatókban jelentős szórás nem figyelhető meg. A kerületrészek közül kettő, az újabban beépült Madárdomb lakosságának és a külterületeken élő népesség társadalmi adatai különböznek jelentős mértékben. Míg Madárdomb fiatal településrész, melynek lakosai többnyire a felső-középosztály szegmenseiből kerültek ki, érthetően itt az összes mutató (foglalkoztatás, iskolai végzettség) kiemelkedő értéket mutat, míg a külterületi részeken jelentősen rosszabbat. A legnagyobb pozitív irányú eltérés Madárdomb esetén tapasztalható, itt a felsőfokú végzettséggel rendelkezők aránya 46,7%, kétszerese a kerületi átlagnak és több mint ötszöröse a külterületi mutatónak.

## Kultúra

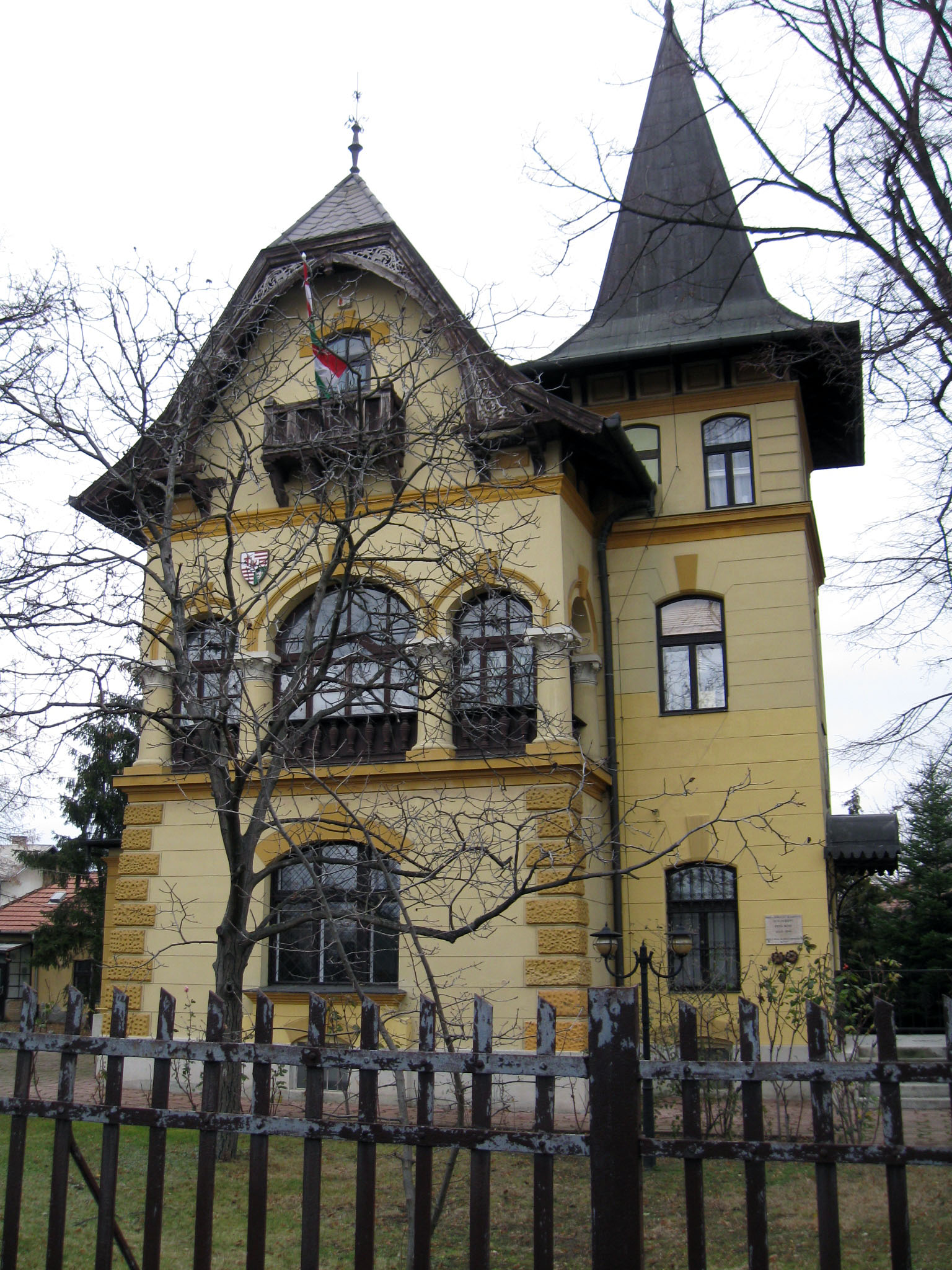
Erdős Renée Ház

A kerületben négy múzeum található, az Erdős Renée Ház Helytörténeti Gyűjtemény és Kiállítóterem, a Laborcz Ferenc Emlékház, a B. L. Terem, Csekovszky Árpád keramikus műveinek állandó kiállítása az elhunyt művész egykori alkotóházában, illetve ezen felül működik a Vigyázó Sándor Művelődési Ház is. Emellett Rákosmente területén két színház működik, a Gózon Gyula Kamaraszínház Rákosligeten, illetve az Ascher Oszkár Színház a Rákoskerti Művelődési Házban és egy zeneház, a Bartók Béla 1911–1920 közötti otthonául szolgáló épület, a Rákoshegyi Bartók Zeneház. Rákosmentén két könyvtár, a Fővárosi Szabó Ervin Könyvtár fiókkönyvtárai, a Rákoscsabai Könyvtár és a Rákoskeresztúri Könyvtár működik.
A kerület kulturális nevezetességei közé tartozik a barokk stílusban, 1760-ban épült Podmaniczky–Vigyázó-kastély, a Bogáti-Hajdú-villa, a „süllyedő kastély”, amely a Loire-völgyi kastélyokhoz hasonlatos módon lábakra épült egy vizes, süppedős területen. Egyéb nevezetes hely még a Budapest egyetlen Trianon-emlékművének helyt adó Népkert is. Minden városrész rendelkezik saját művelődési házzal, a kulturális események is ezekbe összpontosulnak, s a különböző koncerteket, fesztiválokat is általában ezekben és környezetükben tartják, vagy valamelyik közeli sportpályán, esetleg játszótéren. A helyi társadalmi élet számos színhelye közül kiemelkedő jelentőségűek a helyi művelődési házak, ahol összesen több mint 40 klub, közösség működik.
Multiplex mozi a kerület szinte minden részéből közvetlenül elérhető Sugár üzletközpontban, az Örs vezér terén található, mivel a rendszerváltást követő években az összes kerületi mozit bezárták: a rákoshegyi Jókai mozi épületében lakásokat alakítottak ki, a keresztúri Újvilág már a 70-es években a Dózsa művelődési házban működött, korábbi épületét lebontották a lakótelep építésekor, egyedül a rákosligeti Maros mozi maradt meg, amit végül 1992-ben zártak be. A Maros mozit kerületi önkéntesek 2009-ben kitakarították, 2010-ben megtörtént az épület belső felújítása, hogy a jövőben újra megnyithasson a mozi, helyet adva filmvetítéseknek, kiállításoknak, az épület emeletén pedig civil szervezetek székhelyének.

### Természeti értékek

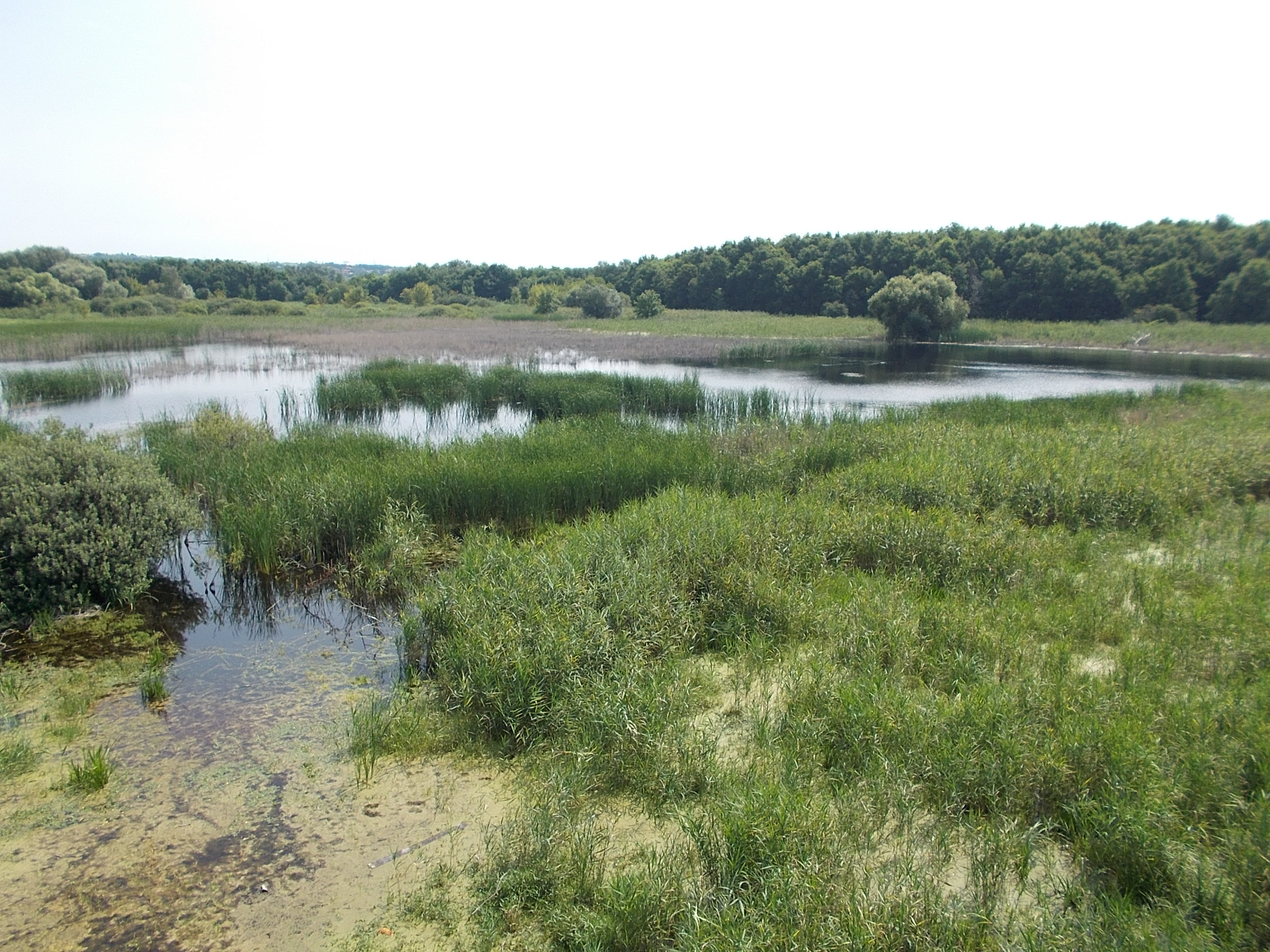
Merzse-mocsár Természetvédelmi Terület

A kerület természeti értékei közé tartozik a 40 hektáros Merzse-mocsár Természetvédelmi Terület tele növényritkaságokkal, gazdag madárvilággal, ami Budapest egyik legháborítatlanabb vizes élőhelye. 2012-ben építették ki a 15 állomásos tanösvényt tájékoztató táblákkal, több védett madárfaj is költ itt rendszeresen, mint pl. barna rétihéja, bölömbika, nádi rigó, vízityúk, megfigyelhető többek közt gyurgyalag, kakukk, vércse, karvaly, vörös vércse és fácán illetve fogoly is sűrűn előfordul, de nyulakat, őzet, rókát is gyakran pillanthatunk meg.
A kerület nyugati részén található a Keresztúri-erdő óriási zöldfelülete, ahol futókört, tisztást, padokat és tűzrakóhelyeket is kialakítottak az elmúlt években. Ezen felül az 5 km-es tanösvény állomásai bemutatják a hely élővilágát, Pest régi határköveit, a 301-es parcellat és emléket állítanak az 1944-es Attila védelmi vonalaknak.
Rákosmente északi határán pedig a Naplás-tó található, a főváros második legnagyobb természetvédelmi területe a maga 150 hektárjával, egyben az egyik legértékesebb ökológiai területe, ami rendkívüli gazdagsággal őrizte meg a patak menti láprétek sajátos növény- és állatvilágát, a tanösvények mentén pedig amatőrcsillagászati megfigyelőpontok is találhatók.

### Média
- Rákosmente TV
- Hírhozó (a kerületi önkormányzat havonta megjelenő ingyenes újsága)

Egyéb havilapok a Rákosmenti Hírek és a Tizenhetedik. A kerület több internetes hírportállal rendelkezik, köztük a Minálunk, Rákosvidék (régi nevén: Rákosmenti Hírfutár), Ittlakunk, melyek jellemzően mind a kerületet és a helyi közéletet érintő ügyekkel foglalkoznak túlnyomó többségben.

### Templomok

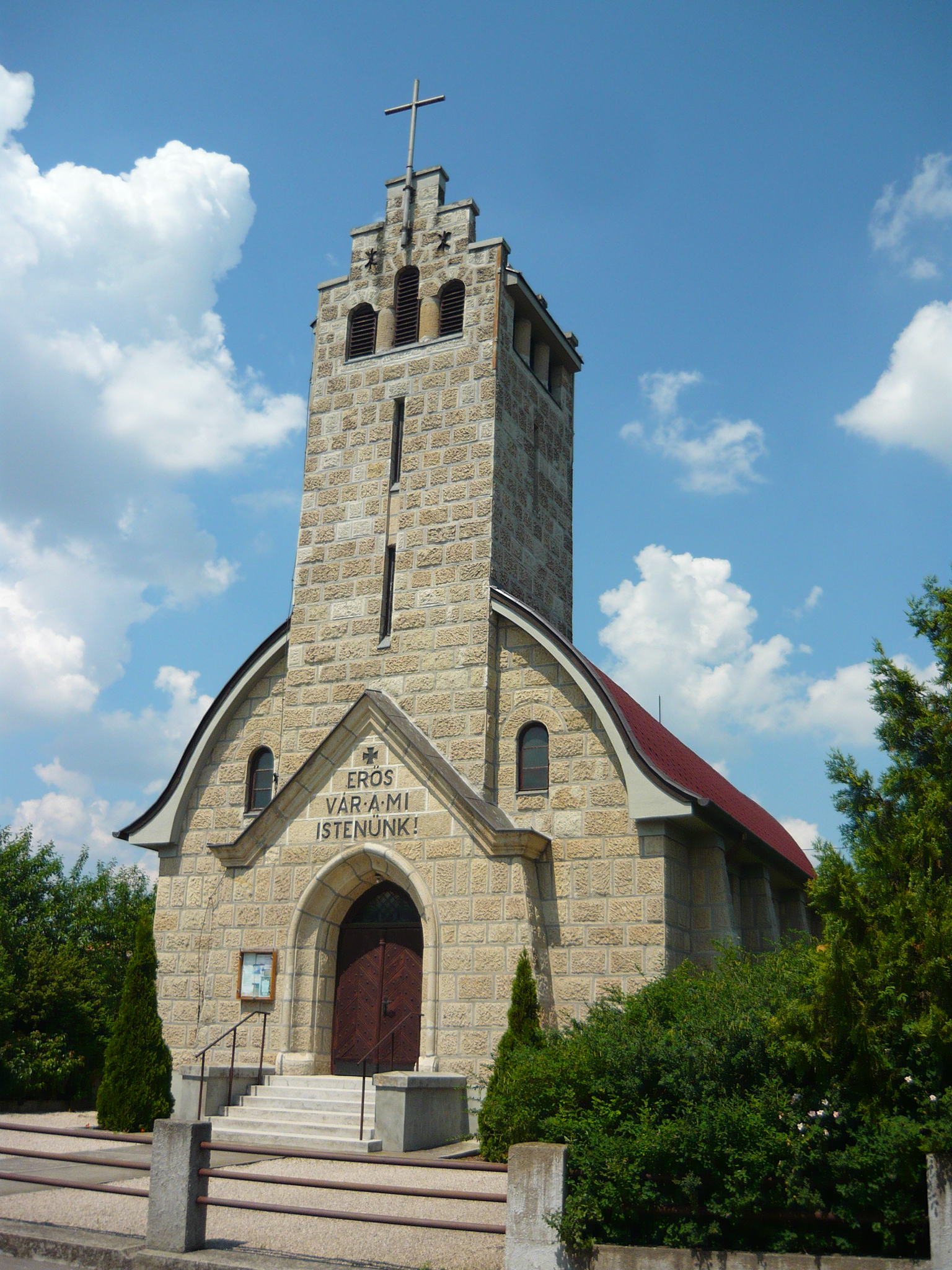
Rákosligeti evangélikus templom

- Rákoscsabai Nepomuki Szent János Főplébániatemplom (1740-ben épült műemlék)
- Rákoskeresztúri Szent Kereszt Felmagasztalása plébániatemplom (1894-ben épült műemlék)
- Rákoscsabai baptista imaház
- Rákoscsabai református templom
- Rákosligeti református templom
- Rákosligeti Magyarok Nagyasszonya plébániatemplom
- Rákoshegyi baptista imaház
- Rákosligeti evangélikus templom
- Rákoshegyi református imaház
- Rákoshegyi Lisieux-i Szent Teréz plébániatemplom
- Rákoscsaba-Újtelepi Árpád-házi Szent Erzsébet-plébániatemplom
- Rákoshegyi evangélikus templom
- Rákoscsabai evangélikus templom
- Rákoskeresztúri evangélikus templom
- Rákoskeresztúri Istenszülő oltalma görögkatolikus templom
- Rákoskeresztúri református templom
- Madárdombi Szent Pál apostol katolikus templom

### Köztéri szobrok

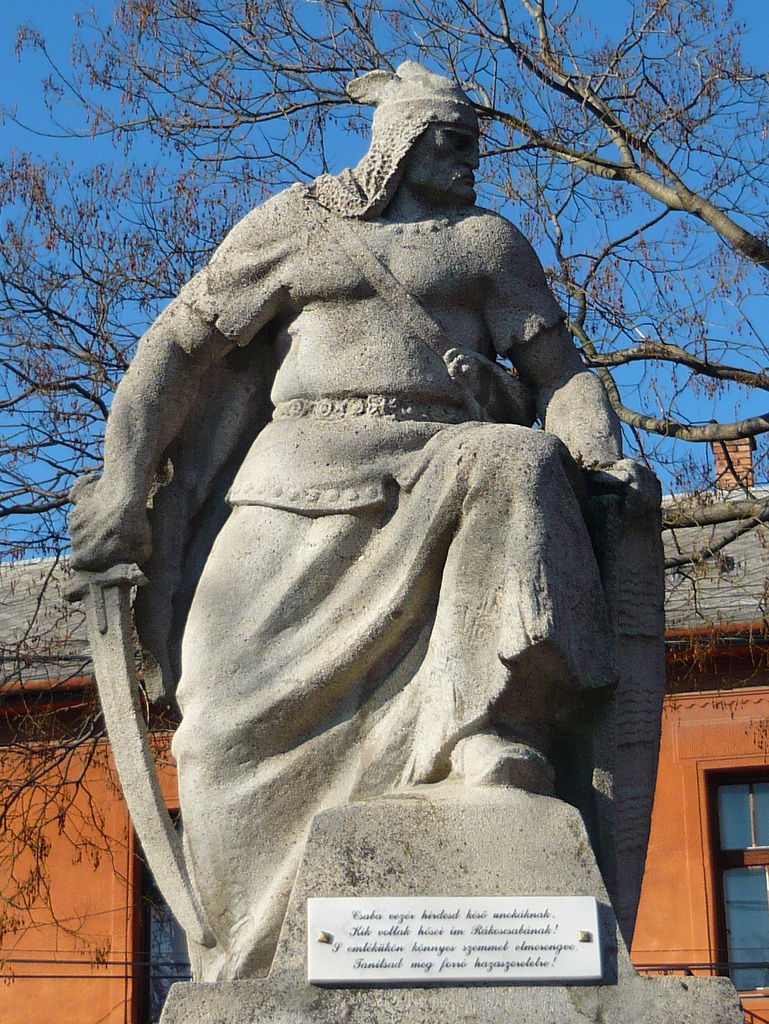
Hősök szobra (Rákoscsaba) – Csaba vezér szobra, világháborús emlékmű

- Hősök Emlékműve – Kisfaludi Strobl Zsigmond alkotása. Rákoskeresztúron, a Pesti úton a templom mellett található.
- „A távolba néző munkás” – korábban a nulladik kilométerkő szobra. A kétméteres mészkőszobor Molnár László alkotása (1953). 1974-ben áthelyezték Rákoshegyre; a Szabadság út és Baross út sarkára, a vasútállomás előtti térre.
- Wass Albert szobra Rákoskerten, a Pesti út és az Erzsébet körút sarkán lévő parkban.
- II. János Pál pápa szobra Rákoshegyen, a Baross utcában a katolikus templom parkjában.
- Hősök szobra (Rákoscsaba) – Csaba vezér szobra
- Hősök szobra (Rákosliget) – első világháborús emlékmű
- Kegyoszlop a Péceli út 228. alatt a Rákoscsabai Katolikus Kör telkén. 1941-ben lengyel katonai internáltak állították, napjainkban a magyarországi lengyelek fontos emléke, illetve emlékhelye.[39]

## Oktatás

### Középiskolák
- Balassi Bálint Nyolcévfolyamos Gimnázium (az ország 24. legjobb középiskolája)[40]
- Pál Apostol Katolikus Általános Iskola és Gimnázium (az ország 44. legjobb középiskolája)[41]
- Kőrösi Csoma Sándor Általános Iskola és Gimnázium
- Békésy György Szakgimnázium

### Általános iskolák

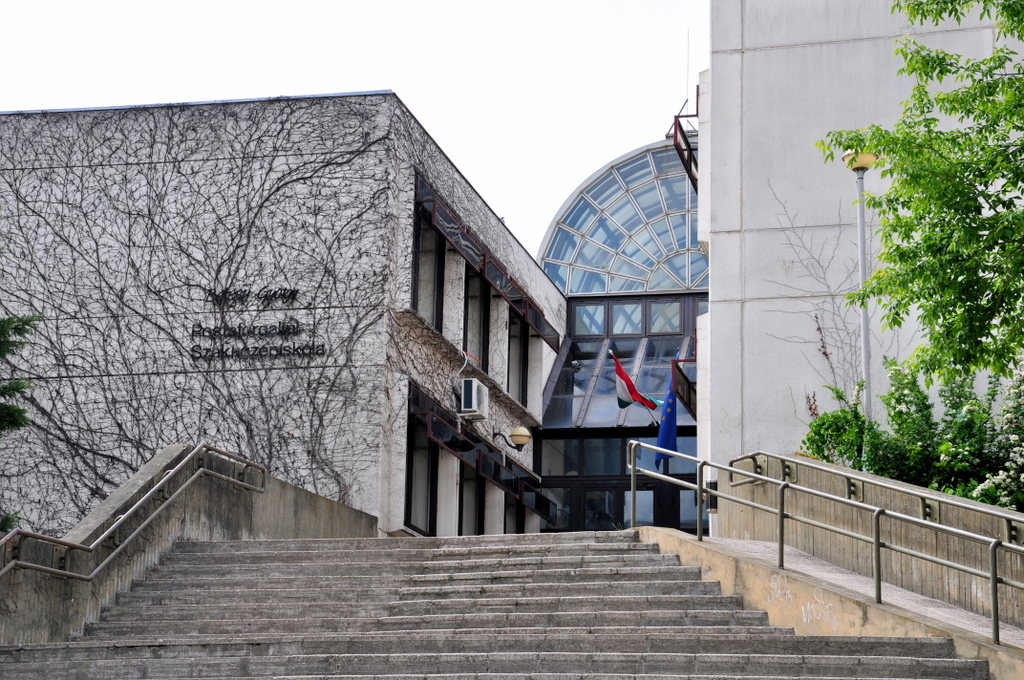
BGSzC Békésy György Technikum

- Bartók Béla Alapfokú Művészeti Iskola
- Czimra Gyula Általános Iskola
- Diadal Úti Általános Iskola
- Gregor József Általános Iskola
- Gyurkovics Tibor Óvoda és Általános Iskola
- Kossuth Lajos Általános Iskola
- Kőrösi Csoma Sándor Általános Iskola és Gimnázium
- Szabadság Sugárúti Általános Iskola
- Újlak Utcai Általános és Magyar-Angol Két Tanítási Nyelvű Iskola
- Pál Apostol Katolikus Általános Iskola és Gimnázium
- Podmaniczky János Evangélikus Általános Iskola
- Rákoscsabai Jókai Mór Református Általános Iskola
- Zrínyi Miklós Általános Iskola[42]

### Óvodák
A kerület tizenöt óvodát tart fenn, amelyek húsz feladatellátási helyen összesen százkét csoportban várják a gyermekeket. Az óvodákba felvehető gyermekek összlétszáma 2921 fő, mely ki tudja szolgálni a kerületben élő 2734 (2013) óvodás korú gyereket.

## Sportélete
2022-ben adták át a XVII. kerület új multifunkciós közösségi létesítményét, a Riz Levente Sport- és Rendezvényközpontot.

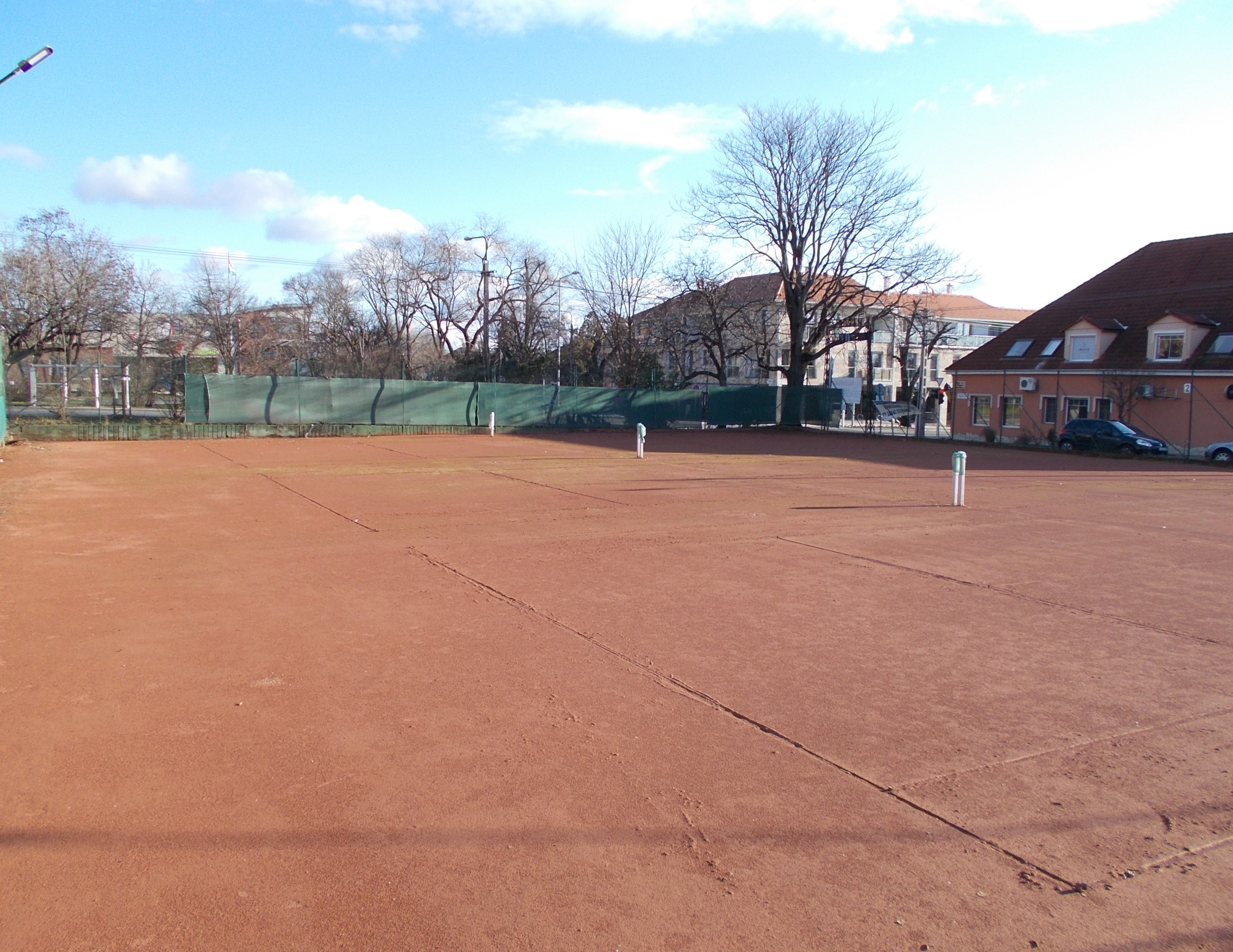
Rákosligeti teniszpályák

Jelentősebb sportpálya öt helyen található a kerületben, a XV. utca 21. szám alatti sportpályák (futókör, kézilabda, futballpálya és kosárlabdapálya), az Ede utcai sportpályák, a Sport téri futballpálya, a Zrínyi utcai iskola futballpályája és a Bakancsos utcai sportpályák (kézilabda, kosárlabda, röplabda és lábtenisz pálya). Nagypályás labdarúgó-mérkőzések rendezésére is alkalmas sportpálya három helyen található a kerületben, két-két futballpálya az RTK sporttelepén, egy az RKSK sporttelepén. Hét műfüves pályával rendelkezik a kerület, döntően iskolákhoz kapcsolódóan, amelyek kispályás mérkőzések rendezésére alkalmasak.
A további sportlehetőségek között meg kell említeni a Rákos-patak partján épült kerékpárutat, valamint az egyre nagyobb számban megjelenő kültéri fitnesz parkokat. Emellett a kerületben körülbelül huszonöt lovarda található. A kerületben két uszoda található, az Újlak utcában, illetve a Ferihegyi úton.
A Rákosmente KSK felnőtt férfi focicsapata a NB III keleti csoportjában szerepel már évek óta. Női kézilabdásaik a harmadosztálynak megfelelő NB II-ben szerepelnek. A klub rendelkezik továbbá Darts és íjász szakosztállyal is. Szintén kerületi csapat az egykor harmadosztályú Rákosmente TK, amely jelenleg a BLSZ II. küzdelmeiben vesz részt. A kerület sakkcsapata, a Sárkány DSE a Nemzeti Sakk csapatbajnokság harmadosztályában (NB II), annak Erkel Ferencről elnevezett csoportjában játszik és jelentős utánpótlás-sikerekkel rendelkezik.

## Híres kerületiek
| - Abaházi Csaba, rádiós műsorvezető - Ballonyi László, grafikus-festőművész - Bartók Béla, zeneszerző, 1911-től 1920-ig Rákoshegyen élt és alkotott - Berky Lili, színésznő, érdemes művész - Buzsáky Ákos, válogatott labdarúgó - Bényi László, festő, művészeti író - Bóna Kovács Károly, festőművész, szobrász - Bokor Jutta, opera-énekesnő, a Rákoshegyi Bartók Zeneház kuratórium elnöke - Bulyovszky Gyula, magyar ügyvéd, hírlapíró, a márciusi ifjak egyike - Czímer József, magyar dramaturg, érdemes- és kiváló művész - Czimra Gyula, festőművész - Csekovszky Árpád, Munkácsy-díjas magyar keramikus, egyetemi tanár - Derkovits Gyula, Kossuth-díjas magyar festő és grafikus - Dési Huber István festő, grafikus - Enzsöl Ellák, plébános, író - Erdős Renée, író, költő - Gregor József, Kossuth- és Liszt Ferenc-díjas magyar operaénekes - Gózon Gyula, Kossuth-díjas magyar színész, érdemes és kiváló művész - Hőnyi Ede, kartográfus, nyelvész - Kodolányi János, Kossuth-díjas magyar író, újságíró - Kotász Károly, festőművész - Krusnyák Károly, festőművész - Laborcz Ferenc, Munkácsy Mihály-díjas szobrász | - Lázár Vilmos, fogathajtó, üzletember, a CBA felügyelőbizottságának elnöke - Lázár Zoltán, fogathajtó, üzletember, a Nemzeti Vágta társelnöke - Kiss György, Munkácsy Mihály-díjas festő, szobrász, éremművész - Krencsey Marianne, színésznő - Laborcz Monika, keramikus - Márk Tivadar, Kossuth-díjas jelmeztervező, a Zeneművészeti Főiskola tanára - Mányoki Endre, tanár, író, újságíró, kritikus, szerkesztő, riporter - Mecseki Hargita, szobrász- és grafikusművész - Medzihradszky Kálmán, magyar kémikus, a Magyar Tudományos Akadémia rendes tagja - Nyíri Kristóf, filozófus - Radnai Gyula, fizikus - Ragályi Elemér, Kossuth- és Balázs Béla-díjas magyar operatőr - Rédei László, Kossuth-díjas matematikus, egyetemi tanár - S. Nagy István, dalszövegíró - Snell György, A Szent István-bazilika plébánosa, a Szent Jobb őre - Szeifnerné Csetényi Anikó, író, rendező, az Ascher Oszkár Színház alapítója - Soós Béla, református teológus, egyháztörténész - Szilágyi István, színész - Sztancsek Zoltán, geológus, Budapest város tanfelügyelője, egykori Tanszermúzeum igazgató - Tarjáni Simkovics Jenő, grafikusművész - Tomka Miklós, vallásszociológus, az MTA doktora - Vecsey Ferenc, hegedűművész és zeneszerző - Vigyázó Ferenc, magyar politikus, a felsőház tagja, jogi író |

### A kerület díszpolgárai
| - 1996 – Dr. Bartók Albert, helytörténész - 1996 – Csekovszky Árpád, keramikusművész (posztumusz) - 1997 – Kálmán Alajos, akadémikus (Rákoskeresztúron született) - 1999 – Lázár Vilmos és Lázár Zoltán, fogathajtó világbajnokok - 2000 – Márk Tivadar, jelmeztervező - 2001 – Gregor József, operaénekes (Rákosligeten született) - 2002 – Dr. Bényi László, festőművész - 2002 – Dr. Fachet József, rákkutató orvosprofesszor – egyetemi tanár - 2003 – Ács József, szobrászművész - 2004 – Dr. Bereczky Loránd, művészettörténész - 2005 – Szekeres Pál, a rákoshegyi ellenállási csoport vezetője (posztumusz) - 2005 – Galgóczy Árpád, költő-műfordító - 2006 – Hernádi Rafael, volt tűzoltó parancsnok - 2006 – Zavadszky Gábor, labdarúgó (posztumusz) (a kerületben élt) - 2007 – Bitskey Tibor, színművész (Rákoskeresztúron született) | - 2008 – Laborcz Ferenc, Munkácsy-díjas szobrászművész (posztumusz) - 2008 – Szinte Gábor, festőművész - 2009 – Dely Csaba, a Bartók Béla Alapfokú Művészetoktatási Intézmény igazgatója - 2009 – Gál Ferenc, a Kaszap István alapítvány néhai elnöke (posztumusz) - 2010 – Bokor Jutta, operaénekes - 2010 – Bartók Béla, zeneszerző, zenekutató (posztumusz) (1911-től 1920-ig élt a kerületben) - 2011 – Herencsár Viktória cimbalomművész - 2012 – Dr. Tomka Miklós vallásszociológus (posztumusz) - 2013 – Bartal Lajos énektanár, karvezető - 2014 – Ragályi Elemér Kossuth- és Balázs Béla-díjas operatőr - 2016 – Pápai Erika Jászai Mari-díjas színművész - 2017 – Szeifnerné Csetényi Anikó (posztumusz) - 2019 – Prof. dr. Szöllősi-Nagy András mérnök, hidrológus - 2020 – Riz Levente polgármester (posztumusz) |

## Testvérvárosai
A kerület testvérvárosai:
- Gyergyószentmiklós,[51] Románia (Erdély)
- Lovran,[51]  Horvátország
- Krosnói járás,[51][52]  Lengyelország
- Csonkapapi Ukrajna(Kárpátalja)[53]